# Kürtőskalács

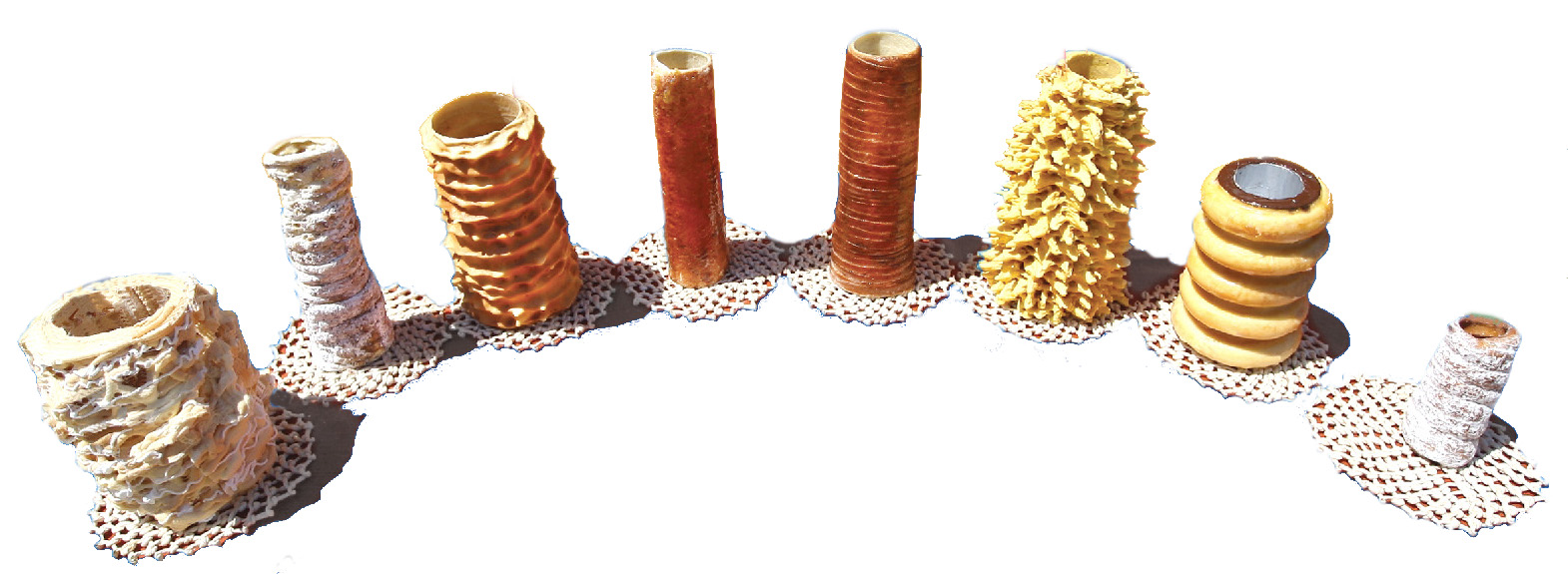
Esempi di kürtőskalács

Il kürtőskalács è un dolce tipico ungherese conosciuto anche come camino dolce, o torta a camino, per via della forma.

## Descrizione
È cotto su uno spiedo cilindrico che ruota lentamente sul fuoco. Originario della cosiddetta "Terra dei Siculi" (Romania, in romeno cozonac/ colac secuiesc), è noto come il dolce più antico di tutta l'Ungheria. Il kürtőskalács è venduto nelle pasticcerie e, in occasione di fiere e mercatini, anche nelle principali piazze, dove i venditori lo preparano al momento. È composto da una sottile sfoglia lievitata e zuccherata, arrotolata attorno a un cilindro di legno, nella forma di una spirale di pasta avvolta in forma cilindrica, cotta sopra al fuoco. In Italia, soprattutto nel nord-est, questo dolce viene chiamato corteccia (per via della forma che richiama) ed è molto comune trovarlo nelle fiere di paese, sagre e mercatini all'aperto.
Dopo la cottura, l'impasto può essere guarnito con cacao, cioccolata in scaglie, Nutella, cannella, papavero, noci, vaniglia e mandorle a seconda dei gusti. Lo zucchero sulla superficie è caramellato, il che fornisce alla crosta una consistenza croccante. Il kürtőskalács è originario della Transilvania, e il nome deriva dalla parola ungherese “kürtő" che significa camino.

## Galleria d'immagini

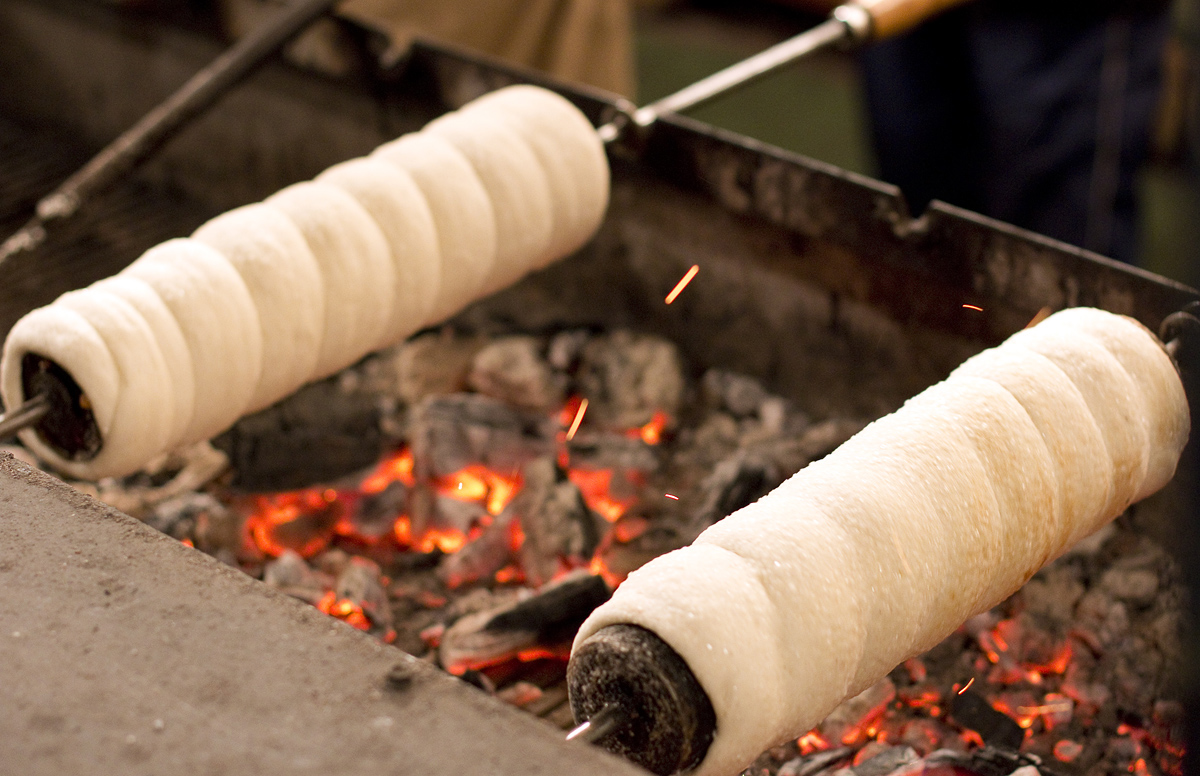
Cottura allo spiedo su fuoco di carbone
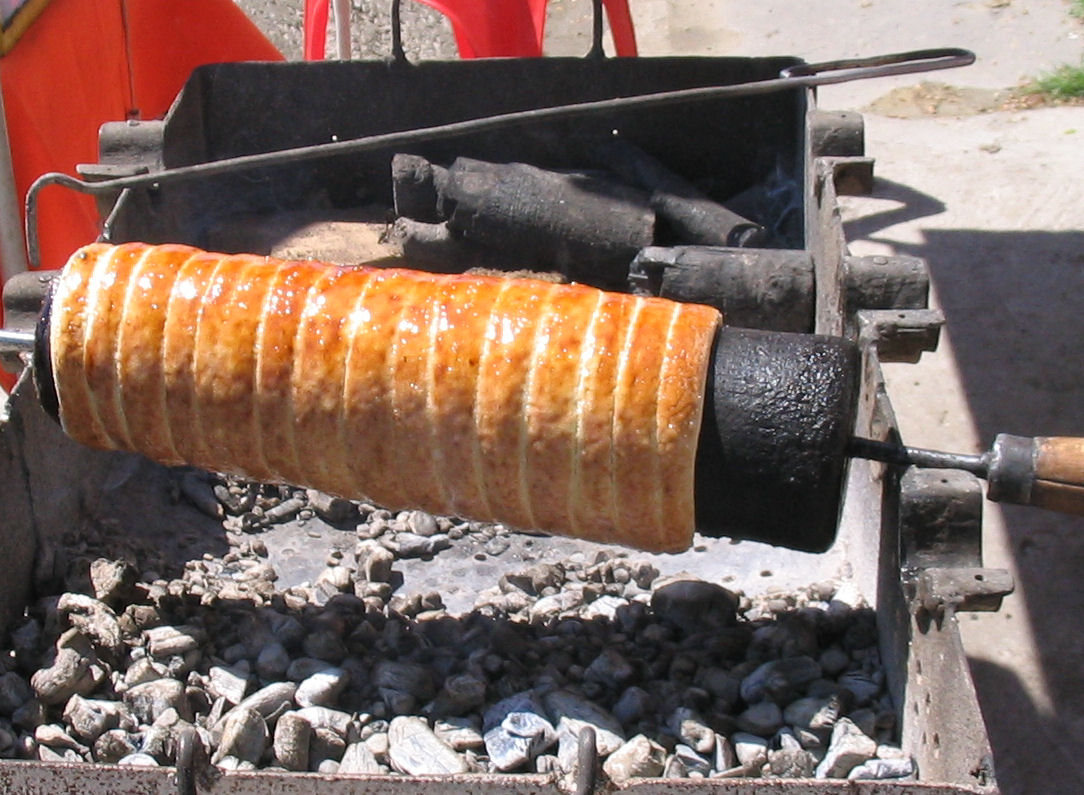
Lo zucchero si trasforma in uno strato croccante
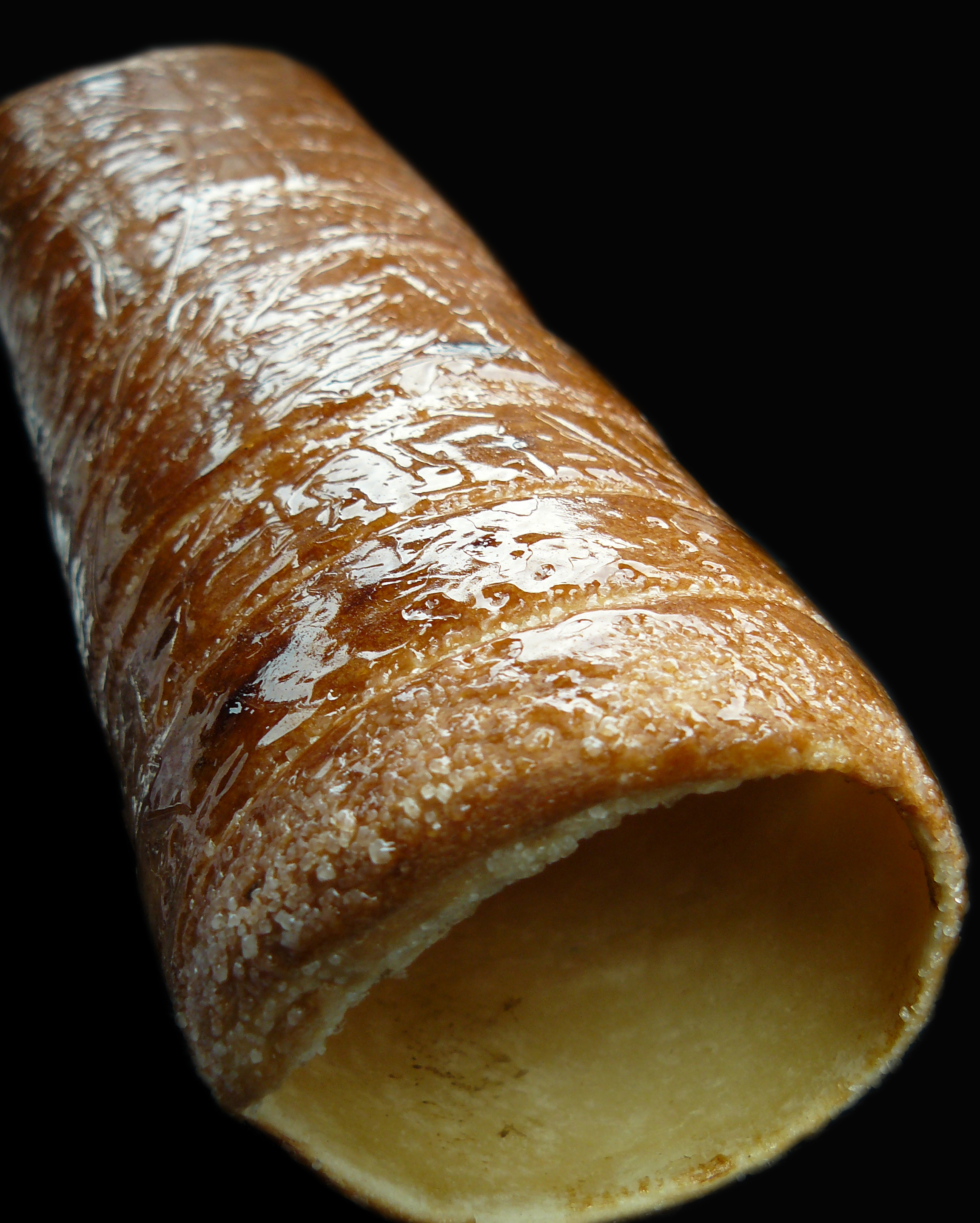
Altro esempio